# Elizabeth Murray
Elizabeth Murray (Bronx, Nova York, 1980), és una psicòloga, escriptora i conferenciant estatunidenca.
Coneguda també com a Liz Murray, va créixer en una llar pobra, els seus pares eren dependents a les drogues, també havia contret VIH, tenia una germana. Quan Liz tenia 15 anys, la seva mare Jean Murray va morir, i va quedar sense llar. A disset anys, sense sostre, va reprendre els seus estudis, motivada per una visita guiada a la Universitat Harvard, es va fixar com a objectiu concentrar-se en obtenir bones notes. Va realitzar els seus estudis secundaris en només dos anys. Va competir per una beca de The New York Times per bons estudiants i va aconseguir entrar a la universitat i completar els seus estudis en psicologia. L'experiència d'Elizabeth Murray es va plasmar en la pel·lícula Homeless to Harvard: The Liz Murray Story el 2003, dirigida per Peter Levin i protagonitzada per l'actriu Thora Birch.

## Llibre
- 2012: Breaking Night

| «                                 | "Intento transmetre que no importa el que t'hagi passat abans en la teva vida, sempre pots fer alguna cosa per avançar. Sempre es pot prendre una decisió, una decisió que canviï les coses." | » |
| — Elizabeth Murray, març de 2011. | |   |